# Милхаузен (Средња Франконија)
Милхаузен (њем. Mühlhausen) град је у њемачкој савезној држави Баварска. Једно је од 25 општинских средишта округа Ерланген-Хехштат. Према процјени из 2010. у граду је живјело 1.676 становника. Посједује регионалну шифру (AGS) 9572143.

## Географски и демографски подаци
Милхаузен се налази у савезној држави Баварска у округу Ерланген-Хехштат. Град се налази на надморској висини од 275 метара. Површина општине износи 16,6 km². У самом граду је, према процјени из 2010. године, живјело 1.676 становника. Просјечна густина становништва износи 101 становника/km².